# 비비르 운 포코
《비비르 운 포코》(스페인어: Vivir un poco)은 1985년 방영된 멕시코의 텔레노벨라이다.